# نرجس خانعلی‌زاده
نرجس خانعلی‌زاده، (زادهٔ ۳۰ اردیبهشت ۱۳۷۴ در کلاچای – درگذشتهٔ ۶ اسفند ۱۳۹۸ در لاهیجان) پرستار اهل ایران بود. او نخستین قربانی ثبت شدهٔ همه‌گیری کروناویروس در ایران، از میان کادر پزشکی بود.

## زندگی
نرجس خانعلی‌زاده در سال ۱۳۷۴ در کلاچای، شهرستان رودسر متولد شد. او پس از پایان تحصیلات، طرح پرستاری خود را در بیمارستان امام خمینی تهران سپری کرد و به‌عنوان پرستار در بخش اورژانس بیمارستان میلاد لاهیجان مشغول به خدمت بود.

## درگذشت
نرجس خانعلی‌زاده، ۴ اسفند ۱۳۹۸ در پی شیوع گستردهٔ ویروس کرونا در ایران، با عوارض مشابه ابتلا به ویروس کرونا، در حین رسیدگی به بیماران در محل کار خود از حال رفت و به زمین افتاد. وی به دلیل عوارض ریوی و تنگی نفس در بخش مراقبت‌های ویژه بیمارستان بستری شد. نرجس خانعلی‌زاده در بعدازظهر روز ۶ اسفند ۱۳۹۸ در بیمارستان میلاد لاهیجان درگذشت.

## حواشی
- ابتلای نرجس خانعلی‌زاده به ویروس کرونا را در اثر نبود امکانات ایزوله در حین رسیدگی به بیماران مبتلا به کرونا دانسته‌اند.[۹]
- برادر نرجس خانعلی‌زاده که در بیمارستان بر بالین خواهرش حضور داشت نیز در بیمارستان رازی رشت بستری شد.[۱۰][۲]
- تصویری از چهره پراضطراب نرجس خانعلی‌زاده در فضای مجازی به صورت گسترده‌ای منتشر شد که او را در زمان بستری در آی‌سی‌یو نشان می‌دهد. یکی از همکاران وی با انتشار این تصویر در اینستاگرامش نوشت: «وقتی داشتیم می‌بردیمش آی‌سی‌یو استرس داشت. این عکس رو گرفتم و بهش گفتم می‌گیرم که وقتی خوب شدی به این روزها بخندیم. نشد بخندیم…»[۱۵][۱۶]
- آخرین یادداشت نرجس خانعلی‌زاده در صفحهٔ اینستاگرامش به سرعت در فضای مجازی دست به دست شد. او در بخشی ار این یادداشت نوشته‌است:[۱۷][۱۸][۱۹]

«اورژانس بیمارستان امام خمینی. جایی که از کسی که تحمل دیدن دررفتگی رو نداشت آدمی رو ساخت که بهترین بیمار براش بیماری بود که دررفتگی داشت. از کسی که با دیدن خونریزی زیاد احساس افت فشار می‌کرد آدمی رو ساخت که اولین نفر دستمو گذاشتم روی آئوریسم آئورت شکمی تا برسیم به CPR جایی که دیگر دیدن SOREهای بیمار حالمو بد نمی‌کرد. جایی که دیگه نمی‌ترسیدم با مریض HIV و سل و هپاتیت سرو کار داشته باشم. شاید باورتون نشه، ولی دیگه از مرده و مردن هم نمی‌ترسم.»
- پس از گذشت ۲ روز از درگذشت نرجس خانعلی‌زاده، مسئولان، علت مرگ او را به دلیل ابتلا به ویروس کرونا نپذیرفته و آن را منوط به جواب آزمایش‌ها دانستند.[۲۰][۲۱][۲۲] این درحالی است که نتیجهٔ سی‌تی اسکن ریهٔ او سفید گزارش شده[۲۳] و علت مرگ کرونا اعلام شده بود.[۲۴]
- همکاران نرجس خانعلی‌زاده مرگ او را به دلیل ابتلا به ویروس کرونا دانستند.[۲]

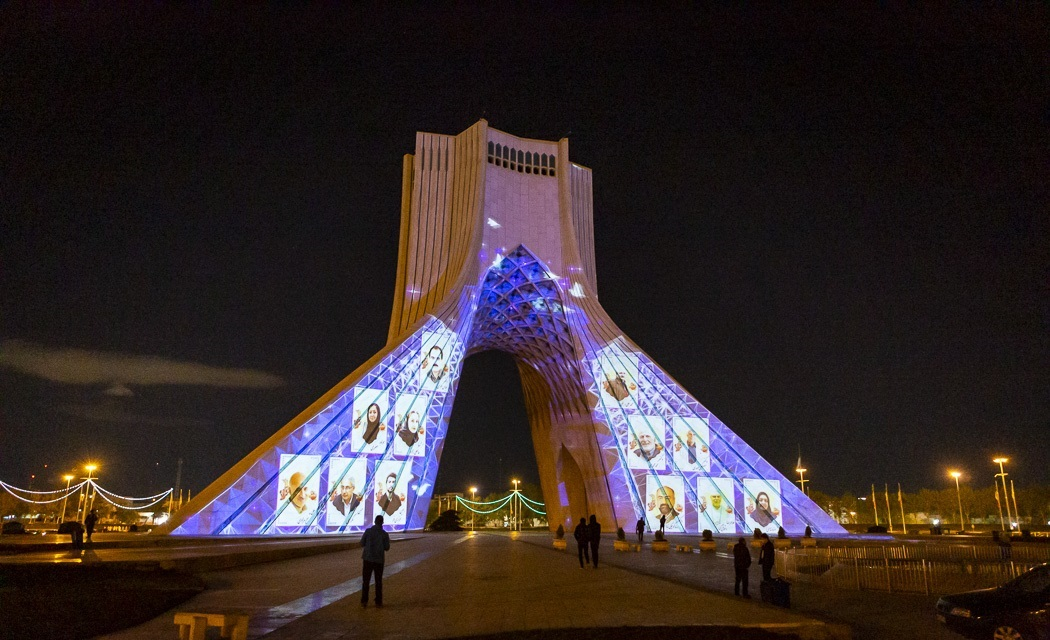
تصویر خانعلی زاده و دیگر جانبخاتگان کادر درمانی در زمان مقابله با کرونا بر روی برج آزادی.

- به دنبال شایعهٔ بیماری قبلی، مادر نرجس خانعلی‌زاده در گفتگو با شاهین صمدپور، داشتن هرگونه سابقهٔ بیماری فرزندش را تکذیب کرد.[۱۳]
- در پی جان‌باختن نرجس خانعلی‌زاده، نظام پرستاری شرق گیلان یادداشتی خطاب به رئیس بیمارستان میلاد لاهیجان منتشر کرد. در بخشی از این یادداشت آمده‌است: «از ابتدای بحران کرونا ما به ندا و حکم وجدان و سوگندی که خورده‌ایم، تمامی نواقص موجود در خصوص تجهیزات و امکانات لازم را در تمامی مراکز اعلام کردیم، در مرکز شما هم همین‌طور. ما در راه پرستاری کم «نرجس» نداده‌ایم، شاید خسته‌ایم، شاید سرفه می‌کنیم، اما ایستاده‌ایم.»[۲۵]
- ارسلان زارع، استاندار گیلان با صدور پیامی، درگذشت نرجس خانعلی زاده و رضا کوچکی‌نیا، پزشک جان‌باختهٔ اهل آستانهٔ اشرفیه را تسلیت گفت.[۲۶]
- جان‌باختن نرجس خانعلی‌زاده، موجی از واکنش‌ها و اعتراضات هنرمندان، ورزشکاران و چهره‌های نام آشنا را دربرداشت. از آن میان می‌توان به واکنش افرادی مانند: علیرضا جهانبخش٬[۲۷] شاهین صمدپور[۱۲] اشاره کرد.
- رئیس بیمارستان میلاد لاهیجان، ضمن تأیید درگذشت وی بر اثر ویروس کرونا ادعا کرد: «وی از قبل مشکلات تنفسی داشته.»[۲۸] این درحالی است که بر اساس گفته مادر نرجس و همکارانش، او هیچ بیماری قبلی‌ای نداشته‌است.[۱۳]
- تصویری از آخرین نامهٔ نرجس خانعلی‌زاده در زمان بستری بودن در بخش مراقبت‌های ویژه بیمارستان، در فضای مجازی منتشر شد و بازنشر بسیار داشت. او در این نامه نوشته‌است:[۲۹][۳۰][۳۱][۳۲]

عزیز دلم، خیلی اصرار کردم که بذارن بیای داخل اما می‌گن اینجا عفونیه و حق دارن. تو رو خدا برای (من) یه کاری بکن. یه چیزایی شنیدم؛ که اگه تنگی نفس من ادامه پیدا کنه، منو این‌توبه می‌کنن و اینقدر گریه کردم که حد نداشت. تو رو خدا منو نجات بده. من می‌ترسم. اگه منو اینتوبه کنن من می‌میرم. فردا تمام مدارک پرونده‌مو کپی بگیر و به یه متخصص ریه نشون بده. تا خیالم راحت شه. ممنون که اومدی. برو خونه صدرا تنهاست.
دوستت دارم.
نرجس. /
بعد نامه دستت رو بشور.
- پس از ۷ روز از مرگ نرجس خانعلی‌زاده، ۱۲ اسفند ۱۳۹۸ سازمان نظام پرستاری شرق گیلان از تشخیص مثبت نتیجه تست کرونای او خبر داد.[۳۳][۳۴]
- در ۴ اردیبهشت ۱۳۹۹ بخش اورژانس بیمارستان میلاد لاهیجان در استان گیلان، به نام «نرجس خانعلی‌زاده»، نامگذاری شد.[۳۵][۳۶]
- در ۲۳ اردیبهشت ۱۳۹۹ همزمان با روز جهانی پرستار، ویدئویی به یاد او و سایر جانباختگان کادر درمان کرونا، منتشر شد. در این فیلم دوستان و همکاران نرجس خانعلی‌زاده از خاطرات و رفتارهای او صحبت می‌کنند.[۳۷]
- در ۷ خرداد ۱۳۹۹ کمیسیون فرهنگی بانوان شهرستان لاهیجان، از مادر نرجس خانعلی‌زاده تقدیر کرد.[۳۸]
- در ۲ شهریور ۱۳۹۹، سید مسعود طباطبایی دوچرخه سوار، با طی کیلومترها مسیر با حضور در لاهیجان به جان‌باختگان کادر درمان و مدافعان سلامت، نرجس خانعلی‌زاده، نادر حسین‌پور و رضا کوچکی‌نیا، ادای احترام کرد و برای کاشت نهال به یاد آنان اقدام کرد.[۳۹]

### مجسمهٔ نرجس خانعلی‌زاده
در خرداد ۱۴۰۰ مجسمه نرجس خانعلی‌زاده در میدان شهر کلاچای استان گیلان نصب شد. این سازه متشکل از مجسمه و قاب شیشه‌ای به ابعاد یک در یک و ارتفاع یک متر و ۸۰ سانتیمتر طراحی و ساخته شده‌است.